# Ciutadilla (kommunhuvudort)
Ciutadilla är en kommunhuvudort i Spanien.   Den ligger i provinsen Província de Lleida och regionen Katalonien, i den östra delen av landet, 400 km öster om huvudstaden Madrid. Ciutadilla ligger 506 meter över havet och antalet invånare är 256.
Terrängen runt Ciutadilla är platt åt nordväst, men åt sydost är den kuperad. Runt Ciutadilla är det glesbefolkat, med 15 invånare per kvadratkilometer. Närmaste större samhälle är Tàrrega, 9,5 km norr om Ciutadilla. Trakten runt Ciutadilla består till största delen av jordbruksmark.